# Roslagen

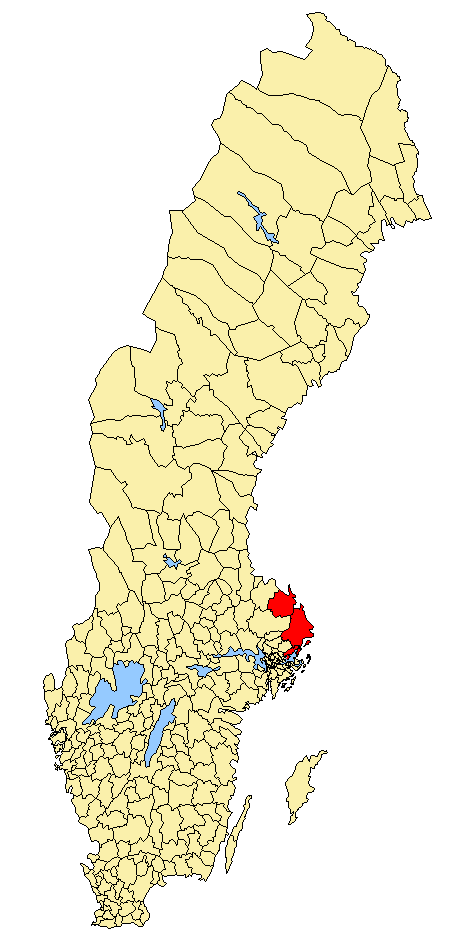
Oblast Roslagen (červeně)

Roslagen či Roden je historické území ve Švédsku. Původně pojem označoval všechny pobřežní oblasti Baltského moře, včetně východních částí jezera Mälaren, které patří ke Svealandu. Užívá-li se dnes, je míněna spíše pobřežní oblast provincie Uppland, která také tvoří severní část Stockholmského souostroví. Jméno bylo poprvé zapsáno v roce 1493 v podobě „Rodzlagen“. Ještě předtím je ale doloženo užívání názvu Roden. Oba názvy jsou odvozeny ze slova rodslag, což je staré označení pro válečnou veslařskou posádku. Je totiž známo, že vyhlásil-li vikingský panovník leidang (cosi jako mobilizace či branná povinnost), právě oblast Roden byly povinna postavit řadu bojových lodí. Pojmy Roden nebo Roslagen jsou rovněž zdrojem označení pro Švédsko ve finštině a estonštině: Ruotsi a Rootsi. Švédové z oblasti Roslagen dali - dle normanské teorie o původu ruského národa - patrně též jméno Rusům a Rusku.